# Pietro Comes
Pietro Comes (anche: Gomes, Gomez) (Napoli, prima del 1739 – dopo il 1755) è stato un compositore e cantante italiano.
Quasi nulla si conosce della sua vita e le sporadiche informazioni sul suo conto ci giungono dall'intestazioni dei libretti dei suoi lavori operistici, nei quali veniva definito come Maestro di Cappella Napoletano e Maestro di Cappella del Duca di Castropignano. Compose un elevato numero di opere, tutte rientranti nell'ambito dell'opera comica napoletana, ciononostante fu un musicista che non si discostò dalla mediocrità e che veniva interpellato quando i migliori e più espressivi talenti non erano disponibili o interessati. Tranne gli ultimi due lavori, tutte le sue opere furono rappresentate nel teatro meno importante del panorama musicale napoletana, ossia il Teatro della Pace. Anche se la musica di tutte le opere di Comes è andata perduta, i libretti risultano essere storicamente interessanti, in quanto mostrano lo sviluppo dell'opera buffa napoletana durante gli anni '40 del Settecento.

## Opere (selezione)
- La taverna di Mostacchio (libretto di Benedetto Saddumene, 1739)
- Li despette d'ammore (libretto di Antonio Palomba, 1744)
- Le fenziune abbentorate (libretto di Pietro Trinchera, 1745)
- La vennegna (libretto di Pietro Trinchera, 1747)
- Lo chiacchiarone (libretto di Antonio Palomba, 1748)
- Il nuovo Don Chisciotte (libretto di Gennaro Antonio Federico e Antonio Palomba, 1748)
- Rosmonda (libretto di Antonio Palomba, 1755)

| Controllo di autorità | SBN MUSV017333 · BNF (FR) cb14809055j (data) |